# Champa
Gulshan Ara Akter Champa (n. anii 1950, Jashore District⁠(d), East Bengal⁠(d), Bangladesh) este o actriță de film și televiziune din Bangladesh.

## Premii și realizări
Premiile Naționale de Film
| An   | Premiu                   | Categorie               | Film              | Rezultat |
| ---- | ------------------------ | ----------------------- | ----------------- | -------- |
| 1993 | Premiul Național de Film | Cea mai bună actriță    | Padma Nadir Majhi | Câștigat |
| 1995 | Premiul Național de Film | Cea mai bună actriță    | Onno Jibon        | Câștigat |
| 2000 | Premiul Național de Film | Cea mai bună actriță    | Uttarer Khep      | Câștigat |
| 2005 | Premiul Național de Film | Cea mai bună co-actriță | Shasti            | Câștigat |
| 2008 | Premiul Național de Film | Cea mai bună co-actriță | Chandragrohon     | Câștigat |